# Mexikos herrlandslag i rugby union
Mexikos herrlandslag i rugby union representerar Mexiko i rugby union på herrsidan.

## Historik
Laget spelade sin första match 1985 i Mexico City, och förlorade då med 18-22 mot Caymanöarna.

### Fotnoter
1. ↑  ”Rugby International”. http://www.rugbyinternational.net/countries/mexico.htm. Läst 26 augusti 2011.